# Électrure

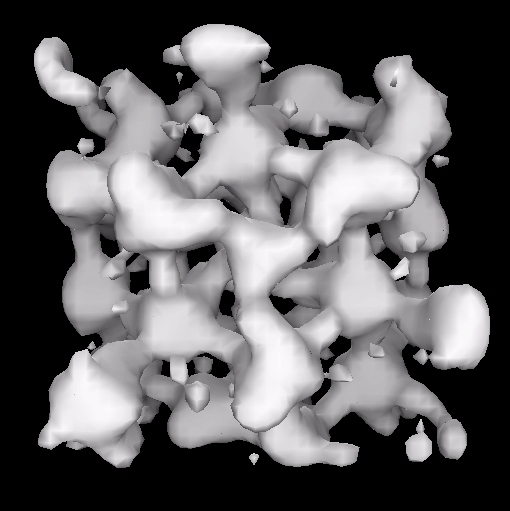
Cavités et canaux dans un électrure.

Un électrure  (electride en anglais) est un composé ionique dans lequel un électron a un rôle d'anion. Les solutions de métaux alcalins dans de l'ammoniac (anhydre) sont des sels d'électrures. Dans le cas du sodium, cette solution bleue est constituée de [Na(NH3)6]+ et d'électrons solvatés : 
Na  +  6 NH3  →   [Na(NH3)6]+,e−
Le cation [Na(NH3)6]+ est un complexe de coordination octaédrique.

## Sels solides
L'addition d'un complexant comme un éther couronne ou le 2,2,2-cryptand à une solution de [Na(NH3)6]+e− produit [Na(éther couronne)]+e− ou [Na(2,2,2-crypt)]+e−. L'évaporation de ces solutions donne un sel paramagnétique bleu-sombre de formule [Na(2,2,2-crypt)]+e−.
Le premier électrure impliquant l'éther 18-couronne-6 à avoir été synthétisé et observé par cristallographie aux rayons X est le [Cs(18-C-6)2]+•e− en 1983. Ce composé sensible à l'air et à l'humidité a une structure moléculaire sandwich, dans laquelle l'électron est piégé dans des cavités pratiquement sphériques. La distance entre deux électrons est cependant trop grande — 868 pm — pour que ce matériau soit un conducteur électrique,.
La plupart des électrures se décomposent au-dessus de 240 K, bien que [Ca24Al28O64]4+(e−)4 demeure stable à température ambiante. Dans ces sels, l'électron est délocalisé entre des cations. Ces électrures sont très généralement paramagnétiques et isolants de Mott.
Le composé Na2He, synthétisé en 2016,, est également un électrure. Sa formule peut être écrite (Na+)2He(2e−), où (2e−) est un doublet électronique (deux électrons appariés, de spins opposés).

## Réactions
Des solutions de sels d'électrure sont de puissants agents réducteurs, légitimant leur emploi dans la réduction de Birch. L'évaporation de solutions d'électrures contenant du sodium donnent un miroir de sodium et de telles solutions perdent lentement leur couleur, les électrons réduisant l'ammoniac :
[Na(NH3)6]+e− + NH3 → NaNH2 + 1/2 H2 + 6 NH3